# フラワーチャイルド (曲)
「フラワーチャイルド」は、ALI PROJECTのインディーズシングル。1988年7月25日にPOLYDORから発売された。

## 概要
本シングルはALI PROJECT（当時は「蟻プロジェクト」として活動していた）初のシングルであり、唯一のアナログ盤である。メジャーデビューのおよそ4年前という時期にリリースされた。
1トラック目の「フラワーチャイルド」は、当時のタカラから発売されていた同名の人形のCMソングであった。2トラック目の「マリーゴールド・ガーデン」は、ストリングスアレンジされたバージョンが『神々の黄昏』に収録されている。本楽曲はアルベニスの「タンゴ」のカバーである。
マリーゴールド・ガーデンは、本シングルに先立ってリリースされていた幻想庭園に収録されていた。後に幻想庭園が「幻想庭園[+1]」として再発された際にフラワーチャイルドも追加収録された。しかし、「幻想庭園[+1]」は廃盤となってしまった。更に後に、幻想庭園がALI PROJECT自らが設立したレーベルZAZOU Recordsより、復刻されたがそちらは[+1]盤ではないので、フラワーチャイルドは収録されていない。つまり、一時期フラワーチャイルドが収録されたメディアは全て廃盤となってしまった。現在ではALI PROJECT20周年を記念したシングルコレクション「快恠奇奇」（かいかいきき）に収録されている。
上述したように玩具のCMソングであるためか、レコードのジャケットには、「あり・ぷろじぇくと」とひらがなで表記してある。作詞・作曲の名義もA面はひらがなであるが、B面は漢字となっている。また、現在と違って編曲が片倉三起也ではなく、「ありぷろじぇくと」と「蟻プロジェクト」名義である。

## 収録曲
1. フラワーチャイルド
  - 作詞：たからのありか、作曲：かたくらみきや、編曲：ありぷろじぇくと
  - タカラ「フラワーチャイルド」CMソング。
2. マリーゴールド・ガーデン
  - 作詞：宝野アリカ、作曲：片倉三起也、編曲：蟻プロジェクト
  - タイトルはケイト・グリーナウェイの『Marigold Garden』を元にしている。